# Bert Trautmann
Bernhard Carl "Bert" Trautmann EK OBE (22 d'octubre de 1923 - 19 de juliol de 2013) fou un futbolista alemany de la dècada de 1950.
De jove va ingressar a la Luftwaffe durant la II Guerra Mundial. Serví al front de l'est, guanyà cinc medalles, entre elles la Creu de Ferro. Més tard passà al front de l'oest, on fou capturat pels britànics. Trautmann refusà l'oferiment de repatriació i quan fou alliberat el 1948, s'establí a Lancashire, on començà a jugar a futbol al club local St Helens Town. El 1949, signà pel Manchester City FC, club on passà la major part de la seva carrera. El fet que el club fitxés un antic paracaigudista de l'exèrcit enemic va provocar protestes i una manifestació de 20.000 persones. Però amb el temps, i les seves actuacions a la porteria va ser acceptat.
El 1956 va guanyar el títol de Futbolista de l'any per als periodistes esportius, i va entrar a la llegenda del futbol per la seva actuació a la final de la Copa. Quan faltaven 17 minuts per al final, Trautmann va quedar lesionat greument en un xoc amb Peter Murphy, el davanter del Birmingham City. Malgrat la lesió, en una època on no es podien fer canvis, va continuar jugant i fent aturades crucials perquè el seu equip conservés l'avantatge per 3–1. Va recollir la medalla de guanyador amb el coll visiblement tort; al cap de tres dies, una prova de raigs X va revelar que tenia una vèrtebra trencada.
Trautmann va jugar 545 partits amb el Manchester City fins al 1964. Després de retirar-se com a jugador, va passar a fer d'entrenador, primer amb equips modestos d'Anglaterra i Alemanya, i després com a part d'un programa de desenvolupament de l'Associació Alemanya de Futbol que el va portar a organitzar equips i lligues en diferents països, com Birmània, Tanzània i Pakistan. El 2004, va ser nomenat Oficial de l'Orde de l'Imperi Britànic (OBE) per promoure la concòrdia anglo-alemanya mitjançant el futbol. En retirar-se, va anar a viure a La Llosa, on va morir el 19 de juliol de 2013, als 89 anys.
Malgrat ser un dels porters alemanys més destacats de la seva època mai no va ser convocat amb la selecció alemanya.

## Palmarès
Manchester City
- FA Cup: 1956